# USS Oscar Austin (DDG-79)
USS Oscar Austin (DDG-79) — 29-й  ескадрений міноносець з серії запланованих до 13 вересня 2002 р. 62 есмінців КРО типа «Арлі Берк», будівництво яких було схвалене Конгресом США і 1-й есмінець цього типу серії IIa.
Будівництво почалося 9 жовтня 1997. Корпус був спущений на воду 7 листопада 1998. У це ж день корабель отримав ім'я. Він був названий на честь морського піхотинця Оскара П. Остіна, героя Війни у В'єтнамі. 19 серпня 2000 року корабель увійшов у устрій в Баті, штат Мен. Порт приписки: військово-морська база Норфолк, штат Вірджинія, США.

## Бойова служба
3 березня 2002 корабель прибув в Кіль, Німеччина, для участі в операції «Strong Resolve».
05 грудня 2002 року USS «Oscar Austin» покинув військово-морську базу Норфолк для свого першого розгортання в складі групи підтримки авіаносця USS «Harry S. Truman» (CVN 75) для операції «Enduring Freedom».
23 травня 2003 корабель повернувся в порт приписки Норфолк після майже шестимісячного розгортання в Середземному морі та участі в групі підтримки в операціях «Iraqi Freedom» («Іракська свобода») і «Enduring Freedom» («Непохитна свобода»).
з 09 по 20 червня брав участь у щорічних багатонаціональних морських навчаннях Baltic Operations (BALTOPS).
5 травня 2017 року USS Oscar Austin (DDG 79) зайшов у Чорне море з метою проведення операцій з морської безпеки, а також підвищення потенціалу і взаємодії із союзниками та партнерами в регіоні. Американський есмінець перебуватиме в Чорному морі в рамках операції "Атлантична рішучість", а також відповідно до Конвенції Монтре та міжнародного морського права.
26 грудня 2017 року компанія BAE Systems отримала від військово-морського флоту США контракт на проведення модернізації есмінця. Вартість контракту складає 41,6 млн доларів США і передбачає Варіанти, при реалізації яких вартість контракту збільшиться до 117,2 млн доларів США. Роботи будуть проведені на корабельні компанії в Норфолкі і повинні бути завершені в лютому 2019 року.